# 襄汾土石流事故
襄汾土石流事故（じょうふんどせきりゅうじこ）は、中国山西省襄汾県の、新塔礦業有限公司の塔児山炭鉱の無許可のズリの処分場が降雨のために2008年9月8日に崩壊した事故であり、26.8万立方メートルもの泥水が下流の500メートルに波及し、鉱山区の事務室、自由市場と民家などで、多くの死傷者をもたらした。9月13日19時時点で254人が死亡した。9月14日、山西省の省長の孟学農が引責辞職した。

## 参照
1. ↑  「中国・山西省で土石流、56人死亡　500人不明情報も」『朝日新聞』朝日新聞社、2008年9月9日。オリジナルの2008年9月11日時点におけるアーカイブ。2025年5月17日閲覧。
2. ↑  “山西襄汾溃坝事故基本情况查明”. 新华网. (2008年9月11日).  オリジナルの2008年9月13日時点におけるアーカイブ。 2008年9月11日閲覧。
3. ↑  “山西襄汾溃坝事故已造成254人遇难 襄汾县委书记、县长停职检查”. 新华网. (2008年9月14日).  オリジナルの2008年9月15日時点におけるアーカイブ。 2008年9月14日閲覧。